# Ташлик (притока Південного Бугу)
Ташлик — річка в Україні, у Гайворонському районі Кіровоградської області. Ліва притока Південного Бугу.

## Опис
Довжина річки 22 км, похил річки — 4,2 м/км. Площа басейну водозбіру 97,0 км², найкоротша відстань між витоком і гирлом — 19,90 км, коефіцієнт звивистості річки — 1,11.
Формується декількома струмками та загатами/водоймами.

## Розташування
Бере початок на південному заході від села Тракт. Тече переважно на південний схід через села Могильне, Жакчик, Ташлик і у Чемерполі впадає у Південний Буг.